# ديفيد بالدتشي
ديفيد بالدتشي (بالإنجليزية: David Baldacci) (مواليد5 أغسطس 1960) روائي أمريكي نشر أول رواية له عام 1996م ترجمة رواياته إلى 45 لغة وبيعت في أكثر من 80 دولة حول العالم وطبع منها أكثر من 110 مليون نسخة، حيثُ تعتبر من الكتب الأكثر مبيعا.

## روابط خارجية
- ديفيد بالدتشي على موقع IMDb (الإنجليزية)
- ديفيد بالدتشي على موقع ميوزك برينز (الإنجليزية)
- ديفيد بالدتشي على موقع إن إن دي بي (الإنجليزية)
- ديفيد بالدتشي على موقع ديسكوغز (الإنجليزية)
- ديفيد بالدتشي على موقع قاعدة بيانات الفيلم (الإنجليزية)